# Corrado Faissola
Corrado Faissola (Castel Vittorio, 7 luglio 1935 – Milano, 20 dicembre 2012) è stato un banchiere italiano.

## Biografia
Laureatosi in Giurisprudenza all'Università degli Studi di Genova nel 1958, era abilitato all'esercizio della professione di avvocato e procuratore generale. Nel 1960 fu assunto dall'Istituto Bancario San Paolo di Torino del quale divenne dirigente nel 1973 e direttore centrale nel 1979.
Nel 1984, sempre nell'ambito del Gruppo San Paolo,fu nominato amministratore delegato e direttore generale della Banca Provinciale Lombarda. Nel luglio 2006 fu eletto presidente dell'Associazione Bancaria Italiana (ABI), mantenendo la carica fino al 15 luglio 2010.
Inoltre dal aprile 2007 a maggio 2008 è stato vicepresidente del Consiglio di Gestione di UBI Banca (Unione di Banche Italiane Scpa), nata dalla fusione tra Banca Lombarda e Piemontese e Banche Popolari Unite. A seguire ha ricoperto l'incarico di presidente del Consiglio di Sorveglianza di UBI Banca;. Inoltre è stato vicepresidente vicario della Banca Regionale Europea, consigliere e membro del comitato esecutivo del Banco di Brescia e consigliere del Banco di San Giorgio, dell'Assbank e della Federazione nazionale dei Cavalieri del lavoro.